# Irizace oblaků

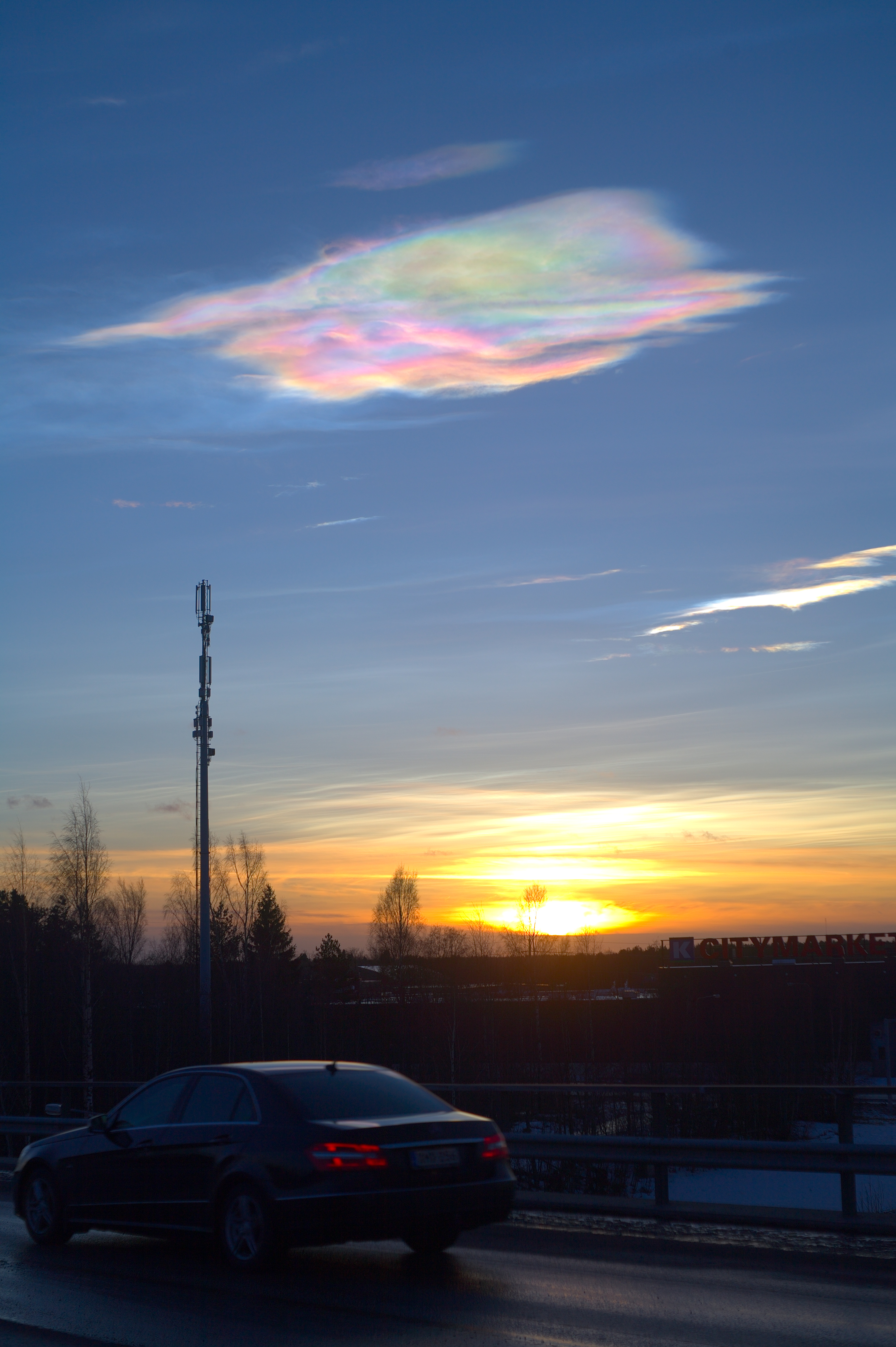
Irizovaný oblak ve Finsku, 2016.

Irizace oblaků (jinak také iridescence) je nepříliš častý atmosférický optický jev, při kterém dochází i k velmi pestrému perleťovému nebo pastelovému zbarvení viditelné oblačnosti. Lidově tak bývá tento jev nazýván také jako „duhové mraky“. Vznik barev v oblaku je způsoben difrakcí světla, tedy rozptýlením procházejících paprsků a na barevné složky bílého světla v jednotlivých malých kapičkách nebo drobných ledových krystalcích, které vzniknou uvnitř oblaku, a následnou interferencí těchto světelných vln mezi sebou.
Podmínkou je, aby byl oblak poměrně tenký až poloprůhledný a měl vysokou koncentraci velmi malých kapiček nebo krystalků v poměrně uniformní velikosti. Naopak difrakce světla ve velkých vodních kapkách nebo ledových krystalech je pak spojována s halovými jevy (halo).

## Typy a vznik irizace v oblacích
Irizace se může objevovat v různé intenzitě v různých typech oblaků. Často byl tento jev pozorován v oblacích typů altocumulus, cirrocumulus nebo cirrus, případně lenticulárních oblacích (lidově označovaných vzhledem k jejich tvaru jako „UFO mraky“).
Výskyt v cumulech se váže typicky k bouřím za teplého počasí a vysoké vlhkosti vzduchu v rovníkových oblastech Země. Duhová mračna se pak formují často na vrchu cumulů za letních slunečných odpolední. V počáteční fázi rostoucí bouřkové mraky vytlačují horní vrstvu vzduchu výš, kde se ochlazuje a rozpíná do podoby čepicovitého oblaku známého jako pileus. V těchto podmínkách pak může dojít ke zformování drobných kapiček nebo ledových krystalků uvnitř této vrstvy. Ty pak umožňují za jasného dne difrakci světla a vznik irizace. Tento jev typicky trvá krátce a vhodná pozice k pozorování je ve chvíli, kdy je Slunce skryté z přímého výhledu (za budovou, stromem či přímo bouřkovým mrakem).
V severní Evropě je pak možné pozorovat výraznou irizaci v oblacích zvaných jako perleťové, jinak známé jako polární stratosférická oblaka. Vznikají za teplot až okolo -80 stupňů Celsia. Zvláštností je, že chemické reakce při jejich vzniku mohou negativně ovlivňovat ozonovou vrstvu.

## Výskyt jevu
Pozorování výrazné irizace oblak typicky přicházejí z rovníkových oblastí nebo severní Evropy a obou pólů, jelikož je vznik tohoto jevu závislý na specifických podmínkách. Výrazná irizace jako u perleťových oblak není v ČR běžně viditelná, byť slabou irizaci ve formě podbarvení mračen je možné pozorovat hlavně při západu Slunce nízko nad obzorem s lepší viditelností při zakrytí slunečního kotouče z přímého výhledu.

## Galerie
Fotografie irizace oblaků z různých oblastí.

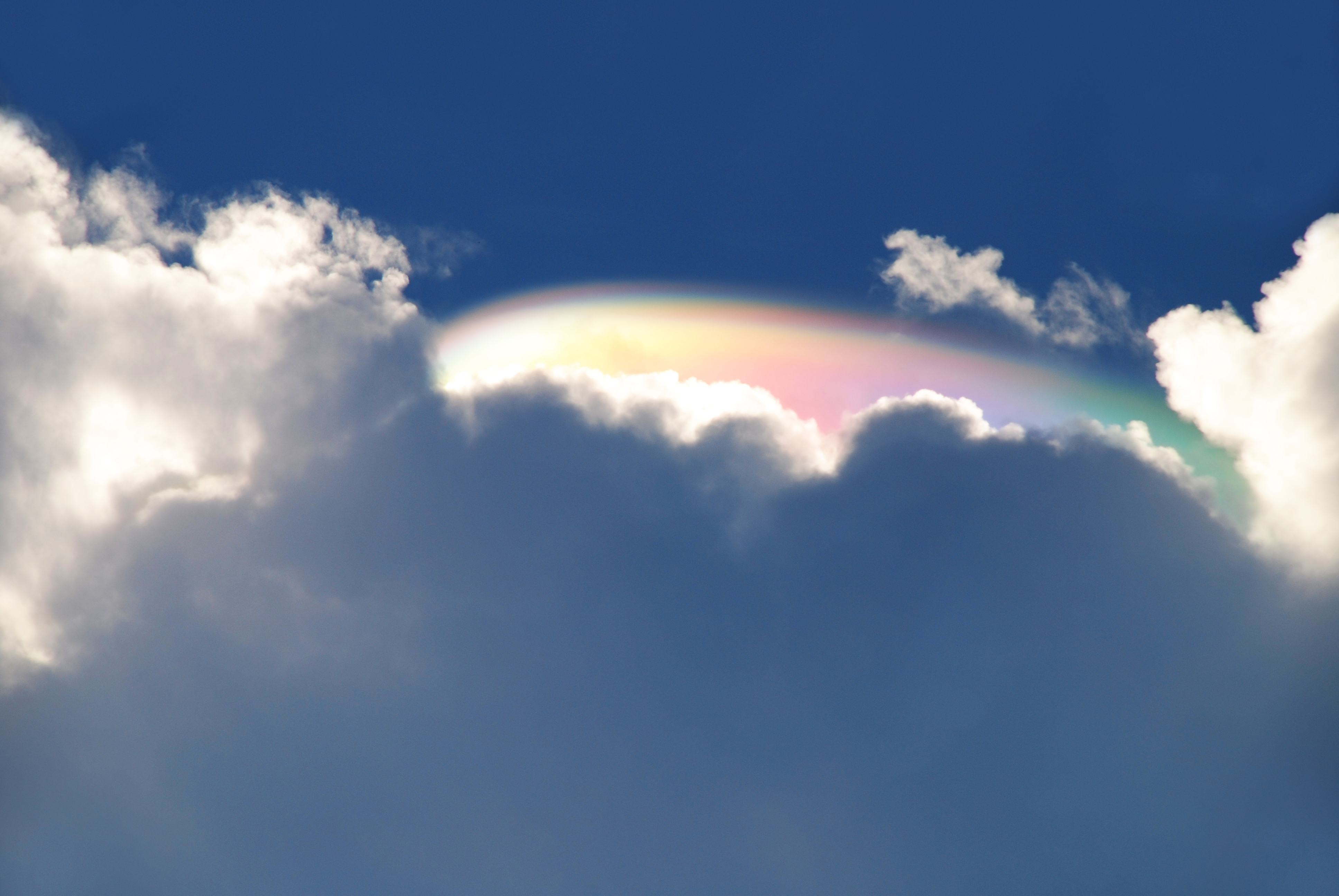
Florida, 2007
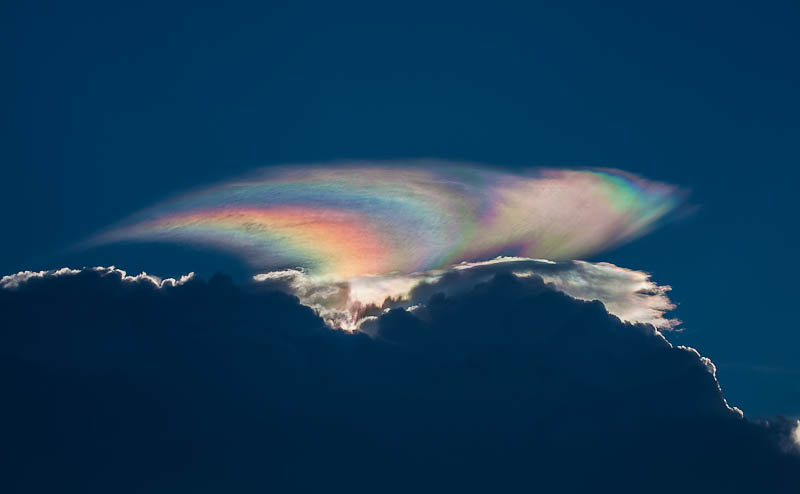
Florida, 2012
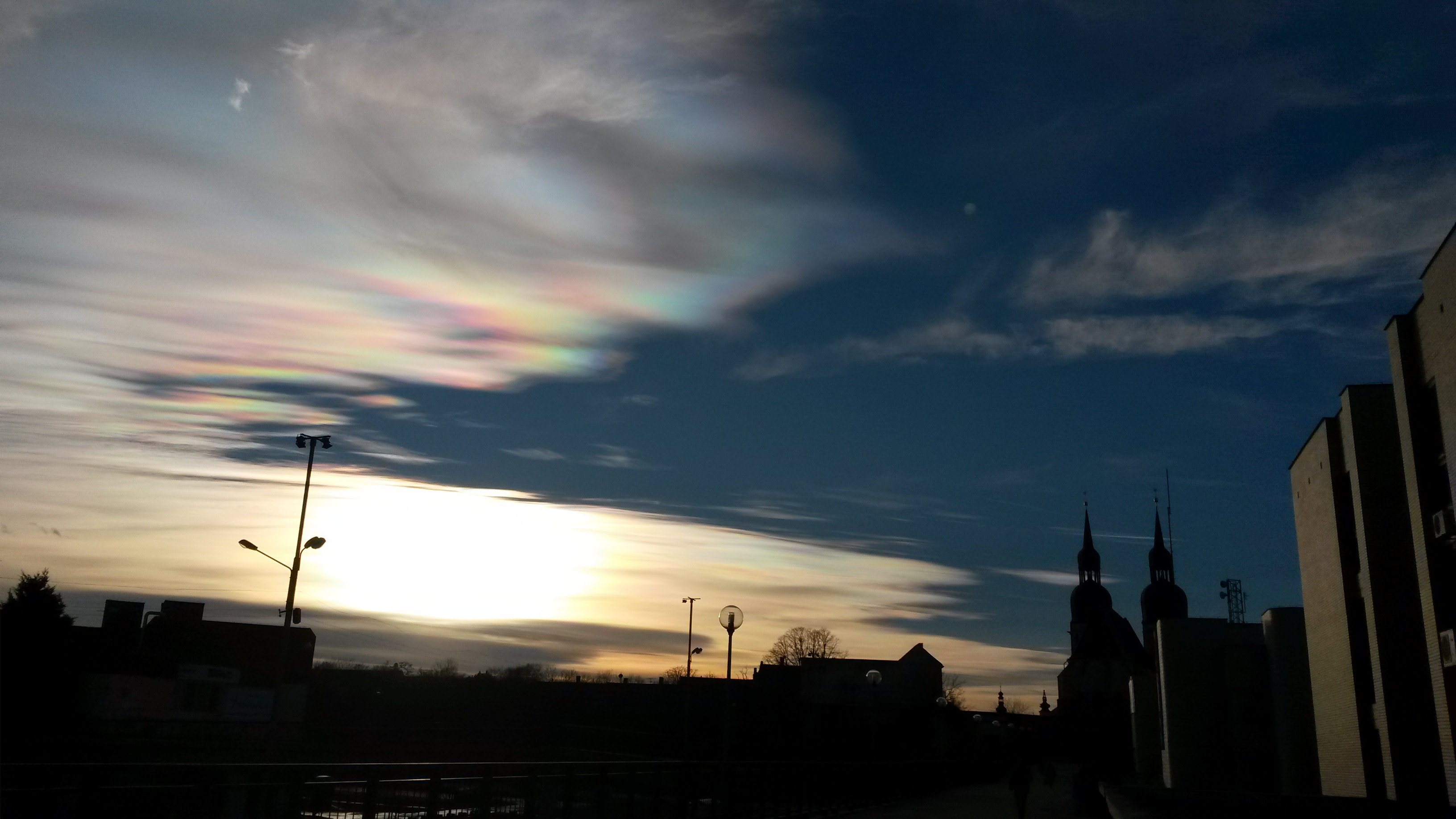
Slovensko, 2015
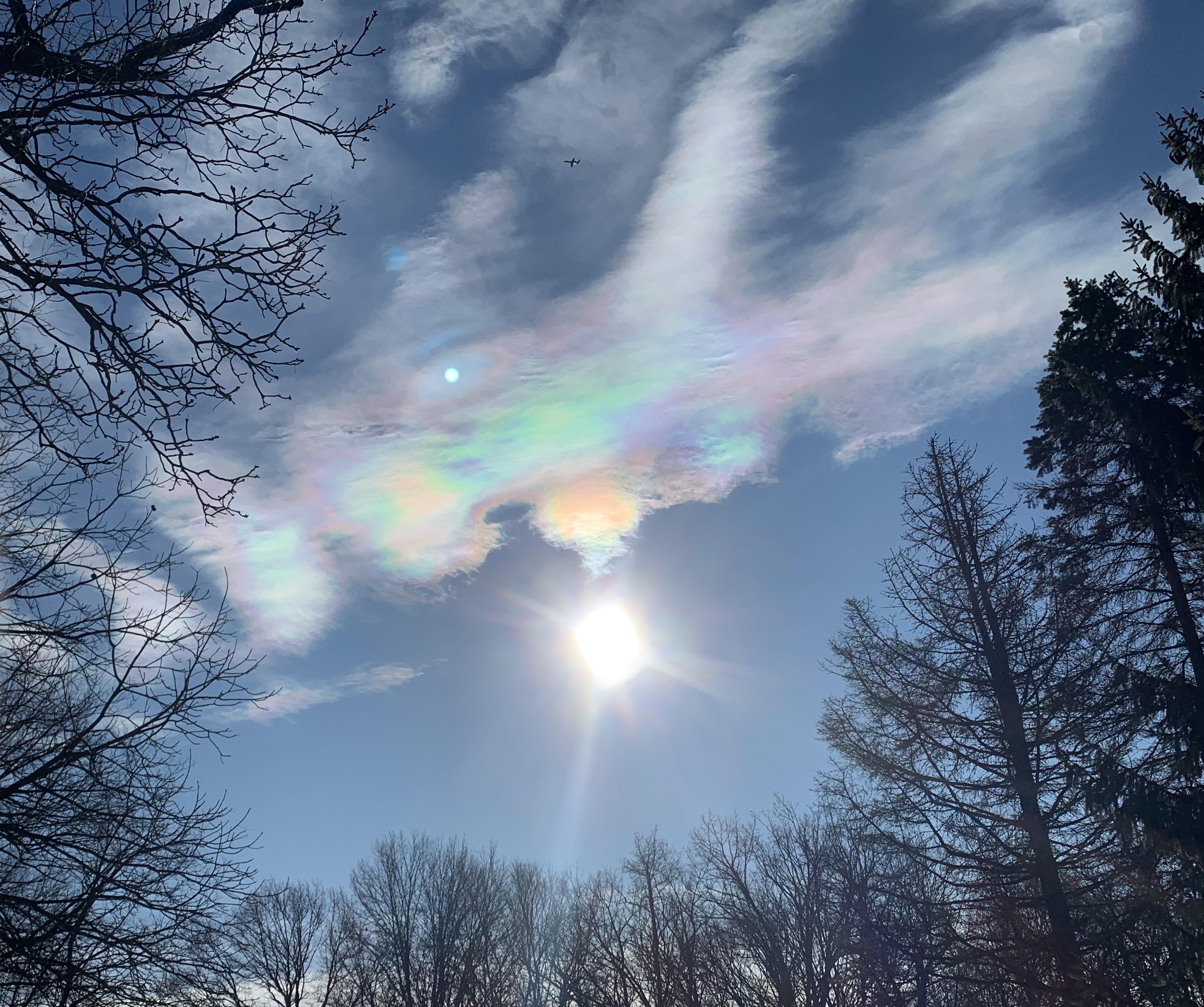
Illinois, 2020